# Kahlenstein
Der Kahlenstein ist ein Massenkalk-Felsen an der Schwäbischen Alb nordöstlich von Bad Überkingen. Er bildet die Kante zwischen dem östlichen Talhang der Fils und der Albhochfläche. Von dem 675 m ü. NN hohen Kahlenstein besteht ein Ausblick ins obere Filstal. Der 25 m hohe Felsen wird zum Klettern verwendet. In ihm befinden sich zwei Höhlen: die 150 m lange Kahlensteinhöhle und das 15 m lange Kahlenloch. Er ist unter der Bezeichnung Kahlenstein mit Höhle als Naturdenkmal und auch als Geotop geschützt.